# Телевидение в Турции
Телевидение в Турции появилось в 1952 году с запуском Стамбульским техническим университетом телевизионной станции İTÜ TV на оборудовании компании Philips. 
Первый национальный телевизионный канал — TRT 1, который был запущен в 1968 году. Цветное телевидение в Турции появилось в 1981 году на этом же канале. Первый частный телеканал Турции — Star — начал вещание 26 мая 1989 года. 
В 1993 году в Конституцию были внесены поправки о частном вещании на территории Турции. В 1994 году образован медиарегулятор — Управление радио и телевидения Турции (RTÜK). В том же году появился первый платный канал — киноканал Cine5.
Телевизионный рынок Турции контролируют несколько крупных телекомпаний — Kanal D, ATV и Show TV, являющихся самыми популярными в стране. В Турции популярны спутниковые платформы Digiturk, D-Smart и кабельная платформа Türksat, которые держат основную долю рынка.
На телевизионном рынке Турции немало американских брендовых телеканалов и каналов с долей американских компаний, таких как CNN Türk, Fox, NTV (2000—2014), CNBC-e (до 2015), TLC (с 2015), Lifetime, Bloomberg HT, FX, Sony Channel и других.
В 2018 году, после попытки военного переворота 16 июля 2016 года в Турции, в стране было закрыто 38 каналов из-за обвинений со стороны правительства в их связях со структурами турецкого проповедника Фетхуллаха Гюлена, который, в свою очередь, обвинялся в организации попытки переворота.
В 2019 году в Турции насчитывалось 196 телеканалов, из которых 19 национальных, 12 региональных, 165 муниципальных и 1 государственная телерадиокомпания с 13 собственными телеканалами.

## Самые просматриваемые телеканалы
Рейтинг телеканалов по просмотрам в Турции на 2019 год.
| Место | Телеканал | Холдинг                    | Общая доля просмотров (%) |
| ----- | --------- | -------------------------- | ------------------------- |
| 1     | ATV       | Çalık Holding              | 11,07 %                   |
| 2     | Fox       | Fox International Channels | 10.01 %                   |
| 3     | Kanal D   | Demirören Group            | 6.95 %                    |
| 4     | Show TV   | Ciner Media Group          | 6.60 %                    |
| 5     | TV8       | Acun Media и Doğuş Holding | 5,91 %                    |
| 6     | Star TV   | Doğuş Media Group          | 5,49 %                    |
| 7     | TRT 1     | TRT                        | 5,11 %                    |
| 8     | Kanal 7   | New World Media Group      | 4,47 %                    |
| 9     | TRT Çocuk | TRT                        | 3.25 %                    |
| 10    | TRT Haber | TRT                        | 2,22 %                    |